# Graphis anfractuosa
Graphis anfractuosa är en lavart som först beskrevs av Eschw., och fick sitt nu gällande namn av Eschw. Graphis anfractuosa ingår i släktet Graphis och familjen Graphidaceae.   Inga underarter finns listade i Catalogue of Life.